# Willis Mountain
Willis Mountain is een berg van het type inselberg in Buckingham County in de Amerikaanse staat Virginia. De berg is een verheffing uit de glooiende Piedmont-heuvels in de nabijheid van het geografische centrum van de staat. De berg heeft een hoogte van 304 meter boven zeeniveau.
Hij is samengesteld uit kyanietdragende kwarts dat langzamer verweert dan het omringende materiaal. De Kyanite Mining Corporation van Dillwyn heeft lang genoeg grondstoffen gewonnen in Willis Mountain om een aanzienlijke vermindering van het profiel van de berg te veroorzaken.